# 第十雄洋丸事件
第十雄洋丸事件是發生於日本領海內的船隻相撞事故。1974年11月9日13时37分，一艘搭載液化石油气的船隻第十雄洋丸在东京湾与一艘利比里亚籍货轮相撞后起火。事故造成33人死亡，7人受傷。

## 經過
1974年11月9日13時37分左右，從沙烏地阿拉伯拉斯坦努拉開往川崎港的日本籍液化石油氣載運船「第十雄洋丸」(排水量43,723噸，搭載20,831噸輕石油腦、20,202噸丙烷和6,443噸丁烷) 與從木更津港開往美國洛杉磯的賴比瑞亞籍散裝貨輪「Pacific Ares (太平洋·阿瑞斯號)」(排水量10,874噸，搭載14,835噸鋼材) 在東京灣中之瀨航道發生碰撞事故。第十雄洋丸的船前部右舷與Pacific Ares號的船艏呈大約直角相撞，被撞破後洩漏的易燃物起火爆炸燃燒，並洩漏大量石油到事故海域，火勢籠罩大約五千平方英尺的海面。事故發生時，海上氣候良好，且東京灣內風平浪靜；然而東京灣內交通繁忙，兩輪都是萬噸大船，慣性大反應慢，相撞前發現時間太晚，且航速快，發現狀況時已經來不及規避。
海上保安廳隨即派出消防船「飛龍號」與「昇龍號」前往救援，東京消防廳、橫濱市消防局、川崎市消防局與民間海上消防委員會也派出消防艇支援。「第十雄洋丸」起火後繼續向橫須賀市方向漂流，海上保安廳決定將「第十雄洋丸」擱淺到安全的地方，當時海上保安廳並沒有設備可以拖曳四萬噸級巨大船舶，因此緊急委託深田打撈建設公司進行拖曳，最後擱淺在千葉縣富津海岸的淺灘，已是事故發生十日後。拖曳的起點距離橫須賀市的防波堤僅1.8公里，若拖曳失敗，橫須賀市可能會陷入一片火海。
11月10日開始對相撞的兩船進行搜索，Pacific Ares號的29名船員有28人死亡，一人獲救入院治療，「第十雄洋丸」有38名船員，其中5人死亡，33名船員救出，7人燒傷。Pacific Ares號的唯一倖存者是二管輪，事故發生時正在輪機 (機艙) 值班，之後藏匿機艙躲過一劫，其他船員皆跳海逃生，一般情況下東京灣內交通繁忙且離陸地近應該獲救機率大，然而海面因液化瓦斯洩漏陷入一片火海，跳海逃生者反而全部在水中燒死。搜尋工作一直持續到11月19日。之後在當地漁民抗議下，海上保安廳將「第十雄洋丸」拖出東京灣，在野島埼南方海域隨黑潮漂流。
海上保安廳在用盡各種消防手段後還是無法撲滅猛烈火勢。11月21日海上保安廳決定處分「第十雄洋丸」，在22日內閣決議後，海上保安廳長官向防衛廳長官宇野宗佑請求海上自衛隊武力擊沉「第十雄洋丸」。11月23日海上自衛隊調集榛名級護衛艦榛名號 (DDH-141)、高月型護衛艦高月號 (DD-164)、望月號 (DD-166)、春風級護衛艦雪風號 (DD-102)、渦潮級潛艇鳴潮號 (SS-569) 與約10架P-2J反潛巡邏機編成處分部隊。11月25日下午，第三管區海上保安本部向海上自衛隊說明情況並警告鄰近海域船隻。
11月27日早，水面艦隊到場觀察狀況，13時45分起四艘護衛艦開始用127毫米艦炮齊射，但前後共計72次炮擊後，油輪除了繼續爆炸並沒有沉沒。翌日 (11月28日) 9時，出動反潛機投擲共12枚127毫米火箭彈與16枚150kg對潛炸彈，然而在命中9枚127毫米火箭彈和9枚150kg炸彈後，依然無法擊沉油輪。11時開始，出動鳴潮號潛艇對油輪發射4枚Mk 37型魚雷，其中2枚魚雷命中，一枚魚雷機械故障 (因第十雄洋丸處於無動力漂流狀態，音響歸向魚雷無法鎖定目標)，一枚掠過船底後失蹤 (因多日大火第十雄洋丸吃水已經變淺)，然而還是沒辦法擊沉油輪。之後海上自衛隊再度集結水面艦隊對油輪進行艦炮齊射；18時47分左右，持續燃燒廿日的「第十雄洋丸」終於在犬吠埼東南東方約520公里的海域沉沒。
海難審判於1974年12月26日在横濱地方海難審判廳第一次開庭。之後，1975年5月23日進行一審判決，對此不服的第十雄洋丸相關人員提出二審請求。1975年8月26日二審開始，12月17日結審。1976年5月20日高等海難審判廳做出判決，根據海上交通安全法優先航行權的原則，本案碰撞是由於Pacific Ares號的運營不當而發生，但第十雄洋丸船長也有職務上的過失。二審裁決第十雄洋丸的船長免職一個月，其他受審人以無過失或與本案無關處理。
事故發生後，在距離中之瀨航道8號浮標21度1500米處設置了浮標，另外對從木更津港方向出發、距中之瀨航道北端1500米處航行的船舶進行行政指導，保障中之瀨航道北口附近的船舶航行安全。